# Michael Botticelli
Michael C. Botticelli (* 10. Juli 1959 in Boston, Massachusetts; † 28. Februar 2023) war ein US-amerikanischer Eiskunstläufer.
Botticelli trat im Paarlauf zusammen mit Sheryl Franks an. Zwischen 1977 und 1980 wurden sie viermal Dritte bei den US-amerikanischen Eiskunstlaufmeisterschaften. Dadurch qualifizierten sie sich ebenfalls für die Weltmeisterschaften in diesen Jahren. 1977, 1978 und 1979 wurden sie dreimal in Folge Neunte, 1980 landeten sie auf Rang zehn. Ebenfalls 1980 nahmen Botticelli und Franks an den Olympischen Winterspielen in Lake Placid teil. Das Turnier beendeten sie auf dem siebten Platz.
Nach seiner aktiven Karriere trainierte er Eishockeyspieler im Eislaufen.